# Lubosława
Lubosława – żeńska odmiana słowiańskiego imienia Lubosław.
W 1994 roku imię to nosiło 16 kobiet w Polsce.